# Jerónimo Antón Ramírez
Jerónimo Antón Ramírez fou un advocat i polític espanyol, diputat a les Corts Espanyoles durant la restauració borbònica.

## Biografia
Es llicencià en dret i va exercir de jutge de primera instància de magistrat. Durant el sexenni democràtic es va vincular primer al Partit Progressista i després a la Unió Liberal. Després del pronunciament d'Arsenio Martínez-Campos Antón esdevingué membre del Partit Conservador, amb el qual fou elegit diputat per Llucena a les eleccions generals espanyoles de 1876 i per Vinaròs a les eleccions generals espanyoles de 1879. Formà part des d'aleshores de l'estructura política del caciquisme castellonenc, coneguda com a cossi, i fou aleshores diputat del Partit Liberal Fusionista per Vinaròs a les eleccions generals espanyoles de 1881 i 1886.